# Enrico Zuccalli
Enrico Zuccalli (Roveredo (RG), 1642 – München, 1724. március 8.) svájci olasz barokk építész.

## Élete
Bajorországban tevékenykedett, és München egyik vezető építésze lett.
1673-ban átvette Agostino Barelli építész feladatkörét a választófejedelemségben, és folytatta a Theatinerkirche munkálatait, amelyet Barelli kezdett el a kupola és a homlokzati harangtornyok megépítésével.
Szintén Münchenben vette át a Palazzo Porciát (1693), a nymphenburgi kastély építkezésével is foglalkozott, és a schleißheimi kastélyon is dolgozott. A tizenhetedik század végén Brüsszelben és Liège-ben is működött. 1695-ben Bonnban József Kelemen kölni hercegérsek választófejedelem megbízásából megkezdte a Kurfürstliches Palais (a választófejedelem palota), amely ma a Bonni Egyetem főépülete, újjáépítését. Tevékenységében 1710 és 1726 között az Ettal-apátság újjáépítése következett.

## Képek

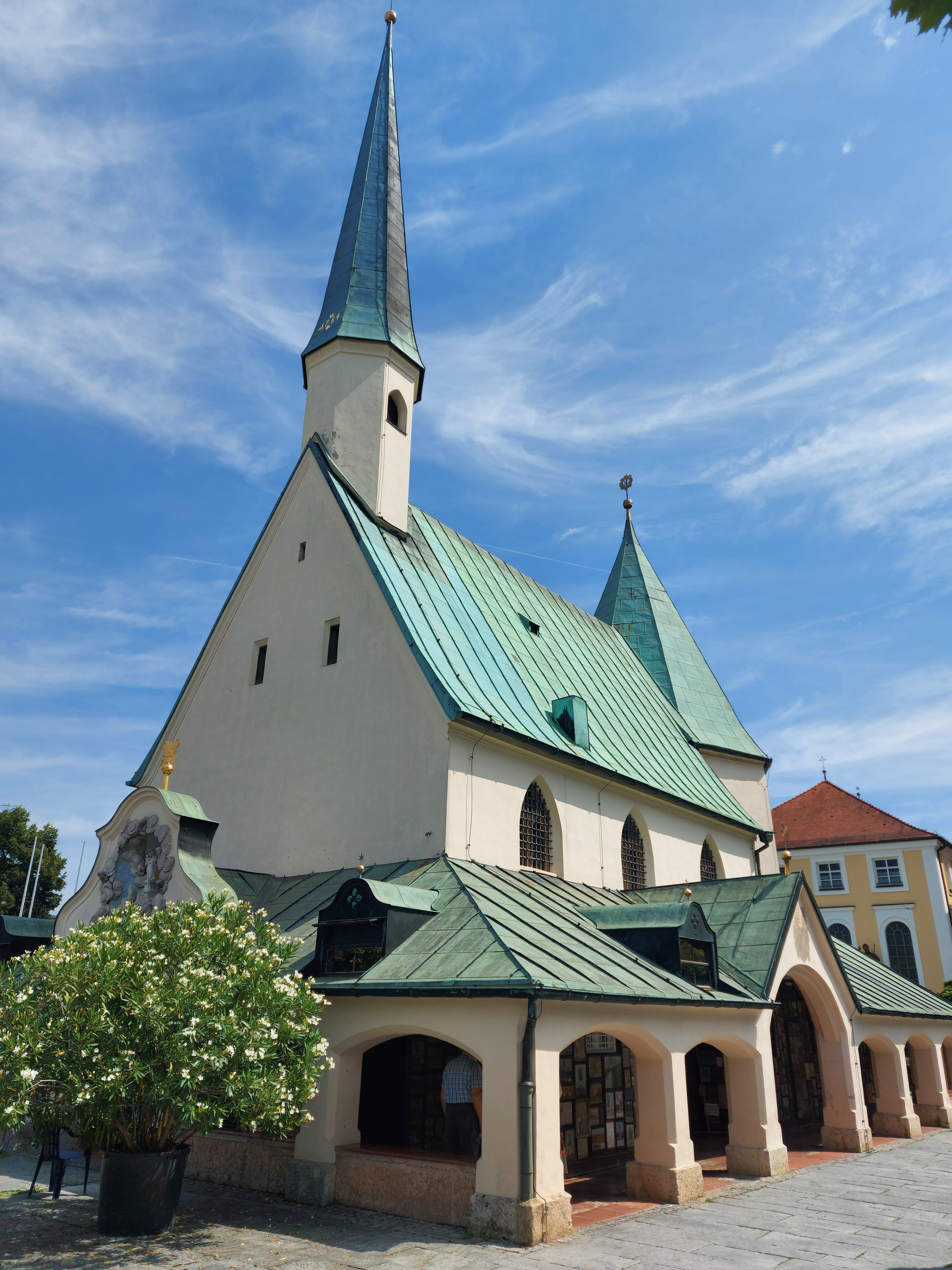
Gnadenkapelle Altötting
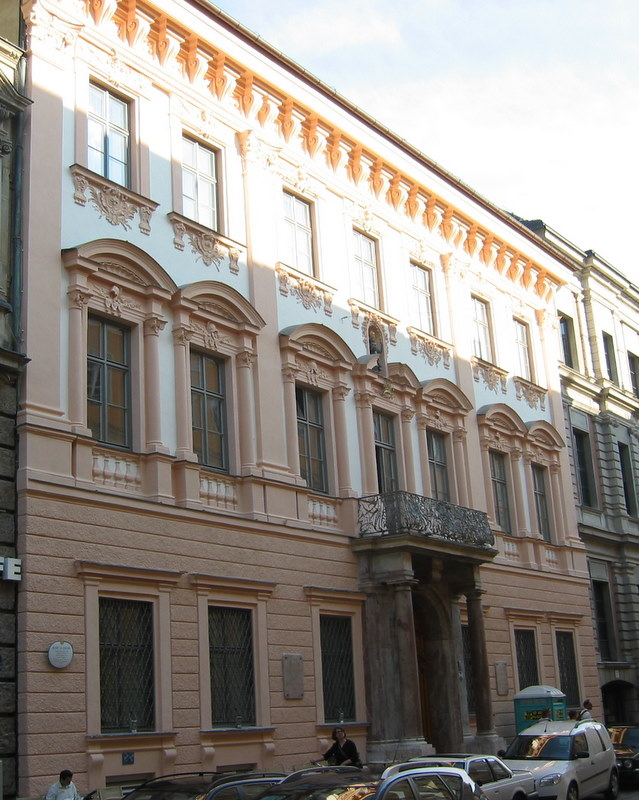
Palais Porcia, München
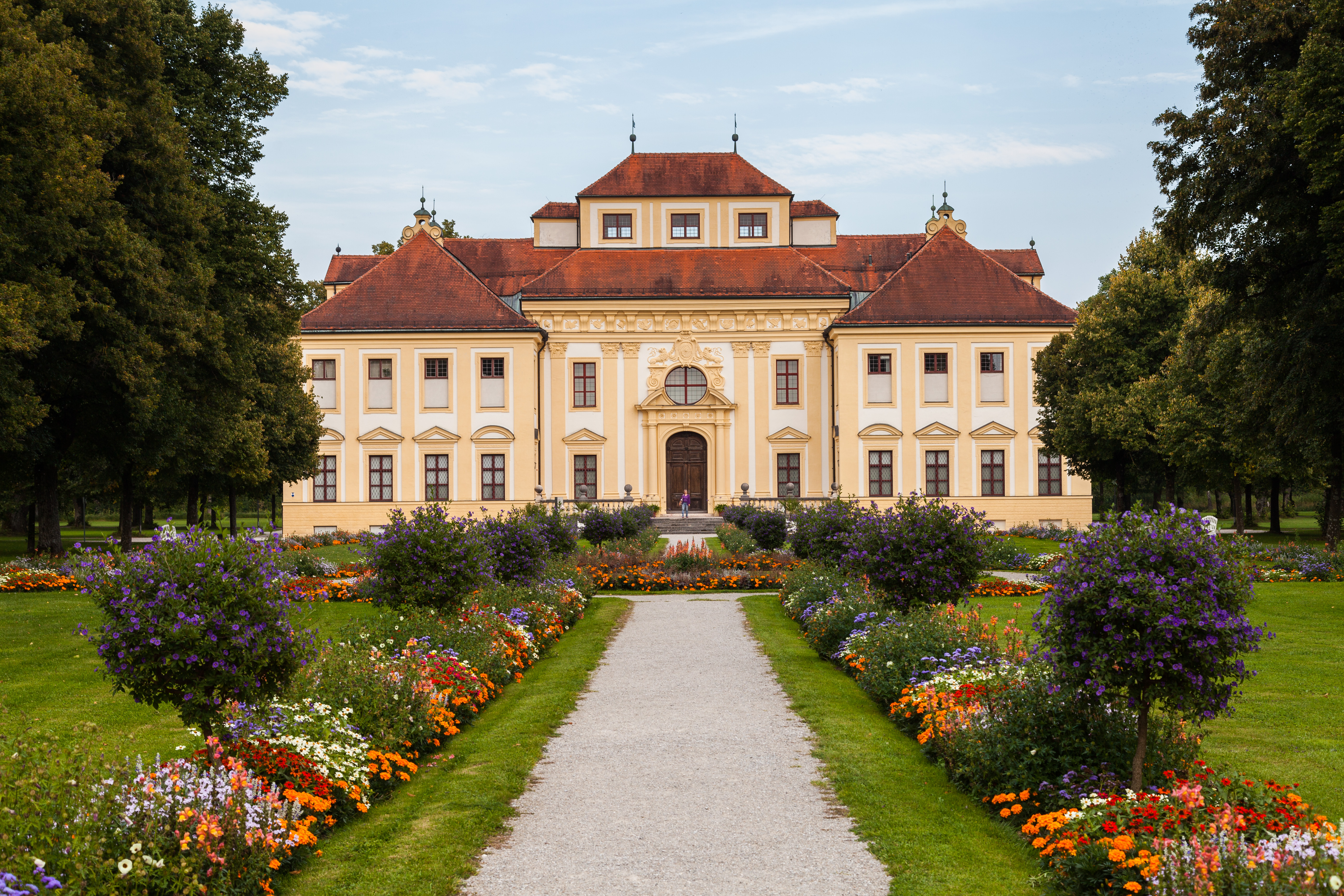
Schloss Lustheim
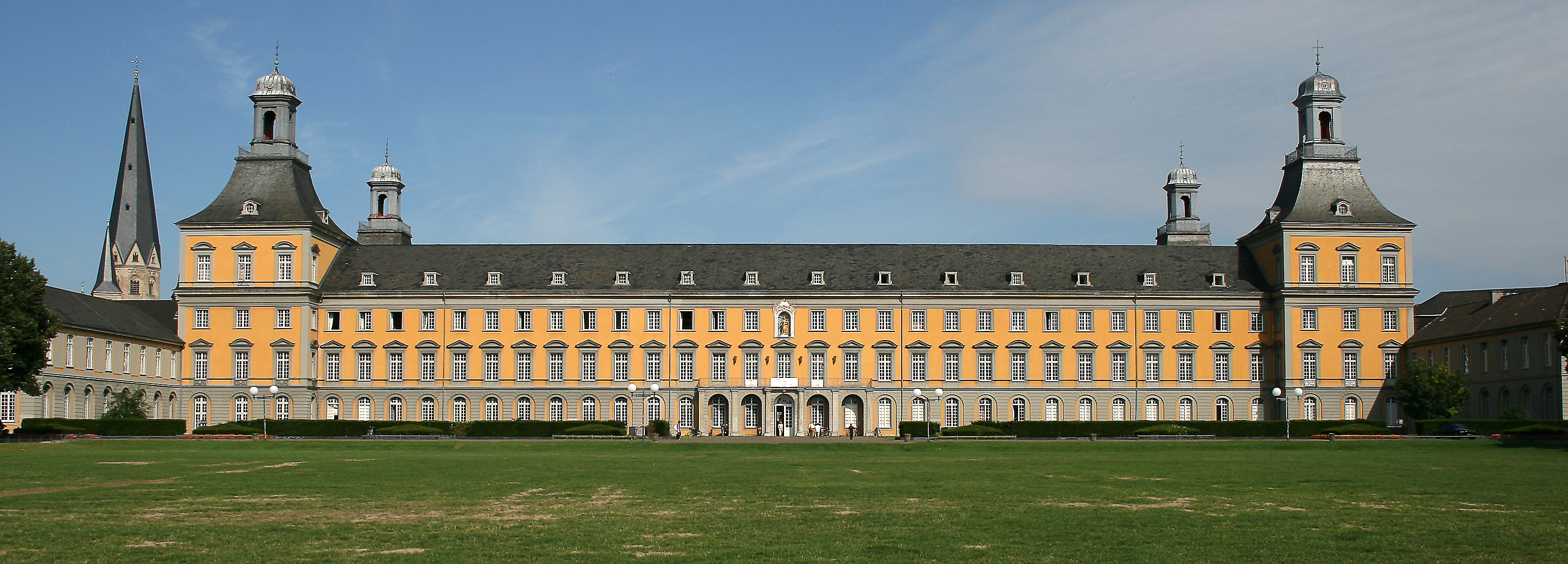
A Bonni Egyetem (2007), háttérben a Bonni dóm tornya

## Fordítás
- Ez a szócikk részben vagy egészben  az   Enrico Zuccalli című olasz Wikipédia-szócikk ezen változatának fordításán alapul.  Az eredeti cikk szerkesztőit annak laptörténete sorolja fel. Ez a jelzés csupán a megfogalmazás eredetét és a szerzői jogokat jelzi, nem szolgál a cikkben szereplő információk forrásmegjelöléseként.

## Bibliográfia
- N. Pevsner, J. Fleming, H. Honour: Dictionary of Architecture, Einaudi, Torino, 1981, ISBN 8806130692
- Enrico Zuccalli. artistiticinesi-ineuropa.ch